# La Folle Entreprise, sur les pas de Jeanne Mance
Série
Le Dernier Souffle, au cœur de l'Hôtel-Dieu de Montréal
(2017)
Pour plus de détails, voir Fiche technique et Distribution.
La Folle Entreprise, sur les pas de Jeanne Mance est un film documentaire québécois réalisé par Annabel Loyola, sorti en 2010. Ce film est le premier long métrage documentaire de la cinéaste et le premier film consacré à Jeanne Mance. Il constitue, avec Le Dernier Souffle, au cœur de l'Hôtel-Dieu de Montréal (2017) et La Ville d'un rêve (2022) le premier volet d'une trilogie sur la fondation de Montréal.

## Synopsis
Ce film documentaire suit le parcours de la cinéaste Annabel Loyola, originaire de Langres, en Champagne, et immigrée à Montréal, dans sa quête personnelle à la recherche des traces laissées par son illustre compatriote Jeanne Mance (Langres 1606 - Montréal 1673). Il révèle les points saillants de la vie de Jeanne Mance qui l'ont poussée à fonder Montréal au XVIIe siècle.

## Fiche technique
| Productrice         | Annabel Loyola                  |
| Recherche, scénario | Annabel Loyola                  |
| Réalisation         | Annabel Loyola                  |
| Image               | Annabel Loyola, Michaël Roy     |
| Montage             | Michaël Roy                     |
| Prise de son        | Annabel Loyola                  |
| Musique originale   | Guillaume St-Laurent            |
| Production          | C'est bon productions           |
| Distribution        | Arabesque Films                 |
| Relations de presse | Annabel Loyola, Caroline Rompré |
| Durée               | 59 minutes                      |
| Première diffusion  | 16 mai 2010                     |

## Intervenants
Dans le rôle de Jeanne Mance
- Cloé Boisselier

- Muriel Boisselier

- Monique F. Fournier

Narration
- Annabel Loyola

Participants
- Jacques Lacoursière, historien
- Voix de Eugène Hugues, auteur du livre “Le Vrai visage de Jeanne Mance”
- Jean-Charles Déziel, président de la Société historique de Montréal
- Thérèse Payer, rhsj, Religieuses Hospitalière de Saint-Joseph, directrice du Centre Jeanne-Mance
- Georges Viard, historien
- Jean-Paul Pizelle, président de l'Association Langres-Montréal-Québec
- Philippe Savouret, directeur de la Médiathèque Bernard Dimey, Nogent
- Roland Jourdain, historien local en service à la cathédrale
- François de Chanlaire, descendante de la famille Mance
- Marc Lacasse, archiviste, Univers culturel de Saint-Sulpice
- Thérèse Cloutier, CND, Congrégration de Notre-Dame, congrégation fondée par Marguerite Bourgeoys

## Genèse du film
L'événement déclencheur du film La Folle entreprise, sur les pas de Jeanne Mance est une conférence intitulée “Jeanne Mance, cofondatrice de Montréal” de l’historien québécois Jacques Lacoursière qui s’est tenue à Montréal le 12 avril 2006. Cette conférence était organisée dans le cadre du 400e anniversaire de naissance de Jeanne Mance. Annabel Loyola précise: «Cette femme qui venait de Langres, en Champagne, petite ville française qui m’avait également vu naître et grandir, avait fondé ce qui est devenu plus tard la deuxième ville francophone du monde ! J’ai réalisé que ce fait majeur était resté dans l’oubli»,. Dans le but de réparer cette injustice, Annabel Loyola décide de faire un film documentaire pour rétablir les faits. Elle met quatre ans à le produire et à le réaliser.

## Autour de la sortie du film: une reconnaissance officielle

### Avant-première
Le 16 mai 2010, le film est présenté en avant-première à Pointe-à-Callière, musée d'archéologie et d’histoire de Montréal, à l’occasion du 368e anniversaire de la fondation de Montréal, en collaboration avec la Société historique de Montréal. En octobre 2010, la Société historique de Montréal décerne sa médaille de la Société à Annabel Loyola pour sa contribution à l’histoire de Montréal avec son film,.

### Première européenne et première internationale
Après un lancement européen dans le cadre d'une tournée à l’occasion de la 11e édition du Mois du film documentaire en France, le film est présenté en sélection officielle au Festival international “Cinéma Vérité” dans la section “Femmes et documentaire” qui se tient à Téhéran, en Iran, du 8 au 12 novembre 2010. Le Maire de Montréal Gérald Tremblay s’enorgueillit de cette nouvelle dans le Tehran Times et le Persian Weekly.

### Sortie montréalaise du film
Le 8 mars 2011, à l'occasion du 100e anniversaire de la Journée internationale des femmes, la sortie montréalaise du film est organisée conjointement par Annabel Loyola, la Ville de Montréal, le CHUM et le Musée des Hospitalières de l’Hôtel-Dieu de Montréal. La Ville de Montréal profite de l’occasion pour enclencher un processus historique afin de reconnaître Jeanne Mance comme la cofondatrice de la ville, propos soutenu par le film. Elle en fait l’annonce lors d’une conférence de presse la veille, soit le 7 mars 2011. La nouvelle fait grand bruit dans les médias,,,. L’historien Jacques Lacoursière est mandaté par la Ville de Montréal pour écrire un rapport détaillé dans le but de confirmer les faits et recueillir leur validation historique par ses collègues. Le rapport est adopté par le conseil municipal.

### Reconnaissance de Jeanne Mance comme fondatrice de Montréal
Le 17 mai 2012, jour du 370e anniversaire de la fondation de Montréal, la Ville de Montréal proclame officiellement « Jeanne Mance fondatrice de Montréal à l'égal du fondateur Paul de Chomedey, sieur de Maisonneuve ».
Les médias tant francophones qu'anglophones consignent l’événement dans leurs pages. La nouvelle fait la manchette : 
- « Depuis deux ans Annabel Loyola, une réalisatrice indépendante, se bat pour redorer le blason de la pionnière à l'origine de l’Hôtel-Dieu. » -Emmanuel Delacour, Journal de Montréal[18]
- « Un documentaire remet les pendules à l'heure (Documentary sets record straight) » - Marian Scott, The Gazette[19],[20]
- « Le Conseil municipal a reconnu à Jeanne Mance le titre de fondatrice de Montréal lors d'une séance extraordinaire. » - Radio-Canada[21]
- « Ainsi, depuis six ans, la fondatrice de l'Hôtel-Dieu fait partie de la vie de la réalisatrice, qui a épluché tous les documents d’archives possibles et imaginables, afin de "réparer une injustice" » - Daphnée Tranchemontagne, Journal Métro[22]
- « Une erreur de plusieurs siècles enfin réparée » - Annabel Loyola, Le Devoir[23],[24]

Des institutions montréalaises font écho de l'événement sur leurs pages,,,.

## Distribution
Annabel Loyola « a porté à bout de bras [son film La folle entreprise, sur les pas de Jeanne Mance] de la conception à la diffusion ». Dès sa sortie en 2010, « le film connaît un rayonnement tant national qu'international,,, et est sélectionné dans plusieurs festivals. Il a participé à cinq éditions consécutives du Mois du film documentaire en France entre 2010 et 2014. Le film connaît également des diffusions sur le Canal Savoir et sur MAtv ». Le film continue d’être présenté régulièrement dans le cadre de ciné-rencontres avec la cinéaste, plus de dix ans après sa sortie,.

## Soutien pédagogique
Le film connaît de nombreuses diffusions en milieu scolaire, collégial et universitaire au Québec, au Canada et en France, le plus souvent accompagné de conférences ou d'ateliers pédagogiques de la cinéaste,. Il sert notamment de support pédagogique pour les programmes d’histoire et d’études féministes,.

## Réception
L'accueil réservé au film par la critique est enthousiaste et chaleureux comme en témoignent les nombreuses présentations depuis sa sortie:
- « Ce double cheminement a inspiré à Annabel Loyola ce film à la fois historique et personnel, qui possède le mérite de mieux nous faire comprendre le rôle crucial (quoique mésestimé) de cette infirmière célibataire. » - Odile Tremblay, Le Devoir[1]
- « En des mots simples mais saisissants de vérité, la réalisatrice a su impressionner les esprits par ses propos sur le sens de la folle entreprise de Jeanne Mance en terre d'Amérique, toute imprégnée de la vision d’une nouvelle société humaniste. » - René Bouchard, Société québécoise d'ethnologie[40]
- « Cette approche est des plus intéressantes, car elle offre un regard nouveau sur Montréal. On se prend à imaginer le vécu de la fondatrice » - Diane Joly, Rabaska : revue d'ethnologie de l'Amérique française[41]
- « Les ciné-conférences d'Annabel Loyola ont été un franc succès l'année dernière, auprès des jeunes d'école primaire » Catherine Bouchard, Journal Métro[7]
- « Sur les pas de Jeanne Mance, une "cinéquête" tout à fait personnelle sur une femme exceptionnelle. » - Pascale Navaro, Vita magazine[42]
- « L'objectif qu’elle poursuit ne l’empêche pas de parvenir à une grande maîtrise de l’art cinématographique, au point que le documentaire qu’elle nous offre peut être qualifié de documentaire poétique » - Gilles Durand, Bulletin Mémoire vives[39]

## Distinctions

### Récompenses
- Médaille de la Société historique de Montréal décernée à Annabel Loyola pour sa contribution à l'histoire de Montréal avec son film La folle entreprise, sur les pas de Jeanne Mance, 2010[43],[34],[7]
- Troisième prix de la catégorie « Meilleure musique originale : documentaire » décerné au compositeur Guillaume St-Laurent pour La folle entreprise, sur les pas de Jeanne Mance (réalisation Annabel Loyola) dans le cadre de la 2e édition du Concours des jeunes compositeurs de musique audiovisuelle de la Fondation SOCAN, 2012[34]

### Festivals et rendez-vous culturels marquants
- 2010 – Festival international du film documentaire « Cinéma vérité », section Femmes et documentaire, Téhéran, Iran, première mondiale[34]
- 2010 – 11e édition du Mois du film documentaire[8],[34],[36]
- 2011 – Rendez-vous du cinéma québécois, première canadienne[34]
- 2011 – 12e édition du Mois du film documentaire[8],[34]
- 2012 – Cinéfranco, Festival international du film francophone de Toronto, sélection officielle[34]
- 2012 – 13e édition du Mois du film documentaire[8],[34]
- 2013 – 14e édition du Mois du film documentaire[8],[34]
- 2014 – 15e édition du Mois du film documentaire[8],[34]

## Identifiants
- ISNI :